# Fritz Bayerlein (Maler)
Fritz Bayerlein (* 9. Januar 1872 in Bamberg; † 19. Juni 1955 ebenda) war ein deutscher Landschaftsmaler.

## Leben und Wirken
Bayerlein war zunächst von 1889 bis 1893 Schüler der Nürnberger Kunstgewerbeschule und studierte anschließend bis 1897 an der Kunstakademie in München bei Professor Karl Raupp. Er lebte in München, bis er 1943 in seine Heimatstadt Bamberg zurückkehrte.
1902 wurde er Mitglied der königlich privilegierten Münchner Künstlergenossenschaft, in deren Vorstand er später saß. Bei ihren jährlichen Ausstellungen im Glaspalast war er regelmäßig mit mehreren Werken vertreten. Zeitlebens unterhielt er enge Verbindung zum bayerischen Königshaus und weiteren bayerischen Adelsfamilien, an die er auch zahlreiche seiner Werke verkaufte. Auf Vermittlung durch Baronin Paloma Schalk von Ostheim erhielt Bayerlein 1905 exklusiven Zugang zu Schloss Seehof in Memmelsdorf bei Bamberg. Die hier entstandene Serie von Parkbildern, in der er in großer Meisterschaft die Naturstimmungen impressionistisch einzufangen wusste, begründete seinen Ruhm. „Meine Seehof Bilder erregten in allen größeren Ausstellungen Aufsehen und brachten mir silberne und goldene Medaillen in München, Wien und Salzburg ein.“ Auch auf der Kunstbiennale in Venedig hing 1907 ein Seehof-Bild Bayerleins.
Bayerlein spezialisierte sich auf Historienmalerei, Stadtansichten und Landschaftssujets.
Bayerlein war Mitglied der Münchner Kunstgenossenschaft, des Ausstellungsverbands Münchner Künstler und der Künstlervereinigung 48 und in der Zeit des Nationalsozialismus der Reichskammer der bildenden Künste. Für diese Zeit ist seine Teilnahme an 29 großen Ausstellungen sicher belegt. Bayerlein wurde 1939 anlässlich des 50. Geburtstags Adolf Hitlers gleichzeitig mit weiteren 24 Personen mit dem Professorentitel ausgezeichnet. Die Überreichung der Urkunde erfolgte nicht durch Adolf Hitler, wie es fälschlicherweise immer wieder heißt, sondern durch den Münchner NSDAP-Gauleiter Adolf Wagner (1890–1944). Bayerlein stand 1944 in der Gottbegnadeten-Liste des Reichsministeriums für Volksaufklärung und Propaganda.

## Politik und Kunst
Bayerlein trat am 1. August 1931 der NSDAP bei (Mitgliedsnummer 576.916) und ist politisch höchst umstritten. Bayerlein, der technisch betrachtet ein hervorragender Landschaftsmaler war, schuf zu seiner Zeit trivial erscheinende Heimatkunst, die zwar meist fern der sogenannten Blut-und-Boden-Ideologie der Nationalsozialisten scheint, aber dennoch ganz klar Ausdruck des damaligen Zeitgeists ist. Im Auftrag von Alwin Seifert schuf er zwei Idealansichten der Reichsautobahn in der Zukunft, die im Arbeitszimmer von Fritz Todt hingen.  Bayerlein war von 1938 bis 1944 mit insgesamt 24 Bildern auf der Großen Deutschen Kunstausstellung in München vertreten. Davon erwarben u. a. die Nazi-Führer Martin Bormann, Hermann Esser und Theo Memmel sechs und die Reichsführung SS und das Luftwaffenkommando See weitere drei Bilder.
Ein Demokrat wurde Bayerlein bis zu seinem Tod nicht. Er schrieb in seinen Erinnerungen: „1945 zogen die Amerikaner ein, sie nannten es ‚Befreiung‘, nun wenigstens hörten die Bombenangriffe auf. Dann folgte die sogenannte Entnazifizierung, wofür ich 7000 M zahlen musste, aber trotzdem kein Demokrat wurde. Man kann seine Gesinnung nicht von heute auf morgen wechseln wie ein Hemd. Wir sind beide unter der Monarchie aufgewachsen u. waren immer schon national u. nun ist uns Deutschen dies verboten, während andere Völker alle ihren ausgeprägten Nationalstolz haben.“
Im Juli 2020 beschloss der Stadtrat in Bamberg nach jahrzehntelanger und zum Teil erbittert geführter Debatte vier großformatige Gemälde (131 × 157 cm) von Bayerlein mit Ansichten der Stadt aus dem Ratssaal und dem Trauungssaal des Rathauses entfernen zu lassen, die er 1937 passgenau für die Raumsituation im historischen Bamberger Rathaus gemalt hatte. In einer Tagung an der Otto-Friedrich-Universität in Bamberg im Oktober 2022 wurde ein Resümee der langjährigen Debatten gezogen und Bayerleins Werk umfassend in seiner Zeit verortet.

## Werke
Hauptsächlich war Fritz Bayerlein in München und Bamberg tätig und erhielt zahlreiche Medaillen und Ausstellungen. 191 Werke vermachte er der Stadt Bamberg. Die Staatsbibliothek Bamberg besitzt einen großen Bestand an Zeichnungen, der zum Teil online einsehbar ist.
Bekannte Werke:
- Bamberger Stadtansichten
- Birken am Bachlauf
- Blick durch das Parktor von Schloß Seehof auf die Schweizerei
- Die Minerva-Figur im Schloßpark von Seehof
- Schloßpark im Sommer
- Im Schloßpark von Seehof weidende Schafe
- Alte Brücke
- Paisaje alpino
- Haus der Kunst in München
- Landschaft mit bewölktem Himmel
- Roter Raum
- Fränkische Landschaft am Main
- Im Nymphenburger Schloßpark
- Blick durch einen Klosterbogen
- Neuburg an der Donau mit St. Peterskirche (1917)
- Rotes Zimmer in Bamberger Residenz
- Herbstlandschaft mit der Residenz Ellingen
- Interieur im Schloß Nymphenburg
- Blick auf den Michelsbergin Bamberg
- Verschneite Parklandschaft
- Wintersonne
- Parktor bei Schloß Seehof
- Ansicht von Kallmünz
- Ein Spaziergang im Wald
- Die Treppe am Katzenberg
- Blick auf Kloster Banz
- Die Treppe an der Regnitz
- Birken am Rande einer Moorlandschaft
- Schloß Nymphenburg (Fluchtansicht)
- Tritonbrunnen in Nymphenburg
- Verschneite Parklandschaft, Gewässer und Treppenaufgang
- Herrschaftliches Parkportal (1899)
- Parkteich
- Vorfrühling am Starnberger See (Feldafing), (1930)
- Isarlandschaft
- Partie am Nymphenburger Kanal
- An der Elbe
- Aus der Münchner Residenz
- Herbstliche Ansicht aus dem Nymphenburger Park
- Kornernte in weiter Hügellandschaft
- Blick auf Kallmünz an der Naab mit Burgruine und Flußlauf
- Der Karpfen-Winkel am Starnberger See
- Schloß Nymphenburg (Seitenansicht)
- Ein Paar spaziert durch einen sommerlichen Park
- Vorzimmer in der Bamberger Residenz
- Park von Possenhofen
- Aus der Münchner Residenz
- Am Main
- Hochsommer – Heuernte im Nymphenburger Park
- Fränkisches Hügelland
- Parkansicht
- Mittelgebirgslandschaft
- Partie aus Kallmünz
- Heuwende im Klosterpark
- Park mit Teich (1912)
- Mondnacht in Salzburg
- Partie am Ammersee
- Hirte mit Schafherde
- Parkanlage mit Teich
- Interieur eines Schlosses
- Blick auf Seefeld am Pilsensee
- Blick auf München
- Park und Schloß Nymphenburg
- Liebespaar auf dem Weg zur Altenburg in Bamberg
- Blick auf Dürnstein
- Wintermorgen
- Blumenstillleben
- Aus dem Hellbrunner Park bei Salzburg
- Sommerliche Brücke über die Donau
- Denkmal in verschneiter Parklandschaft
- Schwarzwaldlandschaft mit Birken
- Winterstille im Park: Verschneite Gartenskulpturen
- Flußtalansicht mit weißen Birken
- Winterstille im Nymphenburger Park
- Herbstlicher Schloßpark
- Wiesenlandschaft mit einem schmalen Feldweg, der zu einer Dorfkirche führt
- Interieur der Residenz München
- Fränkische Landschaft
- Herbstwald
- Der Nymphenburger Park
- Partie in den Isarauen mit Figurenstaffage
- Alte Steintreppe im Park bei Abenddämmerung
- Nymphenburger Park mit Teich
- Herbsttag in Unterfranken